# Палаја
Палаја (итал. Palaia) је насеље у Италији у округу Пиза, региону Тоскана.
Према процени из 2011. у насељу је живело 727 становника. Насеље се налази на надморској висини од 205 м.

## Становништво
Према резултатима пописа становништва 2011. у општини је живело 4.572 становника.
| 1931. | 1936. | 1951. | 1961. | 1971. | 1981. | 1991. | 2001. | 2011. |
| ----- | ----- | ----- | ----- | ----- | ----- | ----- | ----- | ----- |
| 8.078 | 7.840 | 7.584 | 6.156 | 4.831 | 4.619 | 4.417 | 4.536 | 4.572 |

## Партнерски градови
- Pierrevert